# Freie Vereinigung deutscher Gewerkschaften
 Freie Vereinigung deutscher Gewerkschaften (fil) (ungefär Fria förbundet av tyska fackföreningar), förkortat FVdG, var en federativ fackorganisation i Kejsardömet Tyskland och tidiga Weimarrepubliken. Organisationen grundades 1897 i Halle an der Saale som en paraplyorganisation för den decentralistiska strömningen, lokalismen, inom arbetarrörelsen i Tyskland. Lokalisterna avvisade och motarbetade den centralisering inom arbetarrörelsen som följde på Socialistlagen 1890; man föredrog istället mer direktdemokratiska gräsrotsstrukturer. Avsaknaden av en allmänt vedertagen syn på strejk ledde snart till interna konflikter inom organisationen. Efter att ha prövat ett antal olika metoder för finansiering av strejker bestämde man sig 1903 för ett system baserat på frivillig solidaritet; samma år antog man namnet Freie Vereinigung deutscher Gewerkschaften (tidigare Vertrauensmänner-Zentralisation Deutschlands).
FVdG radikaliserades successivt under de första åren. I debatten om masstrejker som ägde rum inom den tyska socialistiska rörelsen förespråkade FVdG generalstrejken som ett viktigt vapen i händerna på arbetarklassen. Inom federationen ansåg man att masstrejken skulle utgöra det sista steget inför en socialistisk revolution och ställde sig alltmer kritisk åt parlamentariska åtgärder. Efter åtskilliga dispyter med den reformistiska arbetarrörelsen uteslöts år 1908 medlemmar från Tysklands socialdemokratiska parti och de två organisationerna fjärmade sig varandra. Inom FVdG vann anarkistiska och i synnerhet syndikalistiska ståndpunkter allt mer terräng. Under första världskriget motsatte sig FVdG socialdemokraterna och den allmänna arbetarrörelsens samarbete med den tyska staten—den så kallade Burgfrieden—men lyckades inte organisera något avgörande motstånd under kriget. I samband med den tyska novemberrevolutionen växte FVdG snabbt till en massorganisation. En stor grupp nya medlemmar var gruvarbetare från Ruhrområdet som ställde sig kritiska till de större fackföreningarnas reformistiska politik. I december 1919 förenades organisationen med flera andra vänsterkommunistiska fackföreningar som antog namnet Freie Arbeiter Union Deutschlands (FAUD).

## Bakgrund
Enligt Angela Vogel och Hartmut Rübner var den framstående fackföreningsmannen och boktryckaren Carl Hillmann lokalismens och syndikalismens "intellektuella fader". De baserar sitt omdöme på det faktum att Hillman var den första personen i Tyskland som såg en revolutionär potential i fackföreningen, och inte bara ett medel för att förbättra arbetarnas villkor. Han förespråkade även en decentraliserad organisationsstruktur för fackföreningarna. Flera senare syndikalister, bland andra Rudolf Rocker, skulle komma att lägga stor vikt vid denna aspekt. Hans Manfred Bock anser emellertid inte att Hillman hade någon betydande inverkan på FVdG.
Mellan 1878 och 1890 förbjöd Socialistlagen alla socialistiska fackföreningar. De enda föreningarna som överlevde denna lag var små illegala lokala organisationer som kommunicerade via ombud. Dessa organisationer var lättare att försvara från statlig repression. Efter att lagen upphävdes 1890 grundades Generalkommittéen för Tysklands fackföreningar vid en konferens i Berlin den 17 november. Syftet med denna kommitté var att centralisera den socialistiska arbetarrörelsen. År 1892 hölls en facklig kongress i Halberstadt för att organisera alla mindre fackföreningar i kommittén. Lokalisterna, som hade 31 000 representanter på kongressen, ville behålla många av de förändringar som hade ägt rum under den repressiva perioden. De motsatte sig exempelvis tudelningen i politiska och ekonomiska organisationer, såsom partiet och fackföreningen. De ville i synnerhet bevara sin gräsrotsstruktur. De förespråkade även att lokala fackföreningar skulle samarbeta genom delegater snarare än att styras av en central instans, och motsatte sig byråkratiska strukturer. Lokalisternas förslag avslogs dock på Halberstadtkongressen vilket ledde till att de vägrade att ansluta sig till de centraliserade fackföreningarna. De avvisade inte socialdemokratin explicit utan betraktade sig själva som ett avantgarde inom den tyska socialdemokratiska rörelsen.
Lokalisternas starkaste fäste var Berlin, men det fanns lokalistiska fackföreningar i stora delar av landet i övrigt. Murare, snickare och professionella metallarbetare var överrepresenterade inom dessa organisationer. År 1891 var omkring 20 000 metallarbetare organiserade i lokalistiska fackföreningar; lika många som fanns i den centraliserade Tyska metallarbetarnas fackföreningar.

## Grundande
Lokalisterna grundade en egen nationell organisation, Vertrauensmänner-Zentralisation Deutschlands (VZD), vid en kongress i Halle 1897. Kongressen skulle egentligen ha ägt rum ett år tidigare, men sköts upp på grund av bristande intresse. Vid kongressen närvarade 37 delegater som tillsammans representerade 6 803 fackföreningsmedlemmar. Knappt två tredjedelar av delegaterna kom från Berlin eller Halle. Nästan hälften av delegaterna arbetade inom byggnadsindustrin, och 14 delegater arbetade inom högspecialiserade yrken. Kongressen beslöt att tillsätta en kommitté bestående av fem personer i Berlin för att organisera politiskt arbete, underlätta kommunikationen mellan lokalorganisationer och samla in pengar till strejker. Fritz Kater blev ordförande för kommittén. Dessutom grundades en tidning, Solidarität (Solidaritet), vars namn ändrades till Die Einigkeit (Enighet) det nästföljande året. Från att till en början ha kommit ut en gång varannan vecka publicerades den veckovis från 1898.

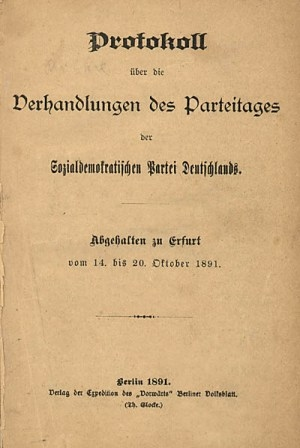
Framsidan av Erfurtprogrammet.

Beslutet att grunda en nationell organisation berodde troligtvis på flera faktorer. För det första utvecklades de större fackföreningarna alltmer åt reformistiskt och centraliserat håll. För det andra fick lokalisterna ett bättre självförtroende efter hamnstrejken i Hamburg i slutet av 1896 och början av 1897. För det tredje bidrog medlemsfall (exempelvis en grupp metallarbetare i Berlin som återgick till DMV 1897) till att övertyga dem om behovet av konkret handling.
VZD:s förhållande till det socialdemokratiska partiet var ambivalent. Organisationen samarbetade med socialdemokraterna och stödde deras Erfurtprogram. Partiet motsatte sig dock grundandet av VZD och försökte övertala dess medlemmar av återgå till de centraliserade fackföreningarna. FVdG förblev anslutet till partiet, som i sin tur tolererade det av rädsla för att en splittring skulle leda till ett betydande medlemsbortfall. FVdG slog fast att man skulle återgå till de centraliserade fackföreningarna endast om dessa accepterade FVdG:s organisatoriska principer.

## Tidiga år
VZD:s tidiga år fokuserades kring en diskussion om hur man skulle finansiera strejker som tagits på initiativ av enskilda lokala fackföreningar. Frågan var hur de lokala fackföreningarna skulle kunna bibehålla sin autonomi när de emottog finansiellt stöd. Till en början hade allt stöd mellan lokala organisationer skett på frivillig basis. Detta system blev emellertid alltmer opraktiskt, i synnerhet efter det hårdnande svaret arbetsgivare gav på allt större strejker, ofta genom att lockouta arbetare. År 1899 bestämde sig kommittén i Berlin för att stödja en strejk i Braunschweig. Man tog ett lån som återbetalades med hjälp av medlemsavgifter och donationer från fackföreningar i Berlin. Året därpå drog kommittén på sig 8 000 mark i skulder av strejkstöd. En del av skulden betalades av det socialdemokratiska partiet och resten fördelades mellan lokalorganisationerna.
Denna praktik ersattes år 1900 av ett långt mer komplext system av medlemsavgifter och donationer. Detta system ersattes i sin tur året därpå av praktiska skäl. Det nya systemet krävde av varje lokalorganisation och centralkommittén att skapa strejkkassor. Lokalorganisationer skulle erhålla stöd för strejker från Berlin förutsatt att vissa villkor var uppfyllda och centralkommitténs strejkkassa skulle fyllas på av alla lokalorganisationer i proportion till deras medlemsantal och genomsnittliga lönenivå. Även detta system visade sig vara problematiskt då det straffade de större och rikare fackföreningarna, i synnerhet byggnadsarbetarna i Berlin som hade högre löner men även högre levnadskostnader. Mellan 1901 och 1903 anslöt sig många mindre organisationer till federationen men det sammanlagda antalet medlemmar sjönk eftersom strejkkassesystemet ledde till att större fackföreningar gick ur. År 1903, samtidigt som namnet byttes till Freie Vereinigung deutscher Gewerkschaften, beslöt man sig för att återgå till det gamla systemet med frivilliga bidrag. Detta system bevarades fram till 1914. Kommittén i Berlin försökte se till att fackföreningarna bidrog efter förmåga. Kommittén hotade ibland enskilda fackföreningar med uteslutning för att få ihop tillräckligt med pengar. Fritz Kater kallade detta en nödvändig diktatur för rörelsen, men lokalorganisationerna hade fortfarande en långt större autonomi än deras motsvarigheter inom de större fackföreningarna.

## Radikalisering och uteslutning ur partiet
FVdG förvandlades under 1900-talets första årtionde från en federation av lokalistiska fackföreningar till en syndikalistisk arbetsorganisation med anarkistiska tendenser. Denna omvandlingsprocess initierades av Gustav Keßlers död, FVdG:s viktigaste ideolog, år 1903. Han fick sin efterföljare av läkaren Raphael Friedeberg.
År 1903 utbröt en dispyt mellan FVdG och de centraliserade fackföreningarna i Berlin vilket fick partiet att ingripa och leda samtal mellan parterna för att undvika en splittring av den tyska arbetarrörelsen. FVdG accepterade under mötet en rad kompromisser vilket gav upphov till protester hos medlemmarna. Snart hade en tredjedel av medlemmarna lämnat organisationen. 1903 års FVdG-kongress valde en arbetsgrupp som skulle fortsätta förhandlingarna med den resterande fackföreningsrörelsen. Denna arbetsgrupp krävde att de centraliserade fackföreningarna skulle anamma lokalistiska organisationsprinciper. Man insåg att detta var ett orealistiskt krav men hoppades att uteslutningen av revisionister från partiet, under debatten om Eduard Bernsteins teser, skulle stärka deras position. Det omöjliga i en återföreningen blev uppenbart omkring mars 1904 eftersom den sortens återförening både socialdemokratiska partiet och de centraliserade fackföreningarna hade i åtanke var en slags integration av FVdG i de senare.
FVdG:s besvikelse över den socialdemokratiska rörelsen fördjupades under generalstrejksdebatten. Generalstrejkens vikt för den socialistiska rörelsen diskuterades först inom FVdG 1901. Vid partiets kongress i Dresden 1903 föreslog Raphael Friedeberg att man skulle diskutera frågan, men hans förslag avslogs av kongressen. Året därpå bifölls ett förslag från Wilhelm Liebknecht och Eduard Bernstein att diskutera frågan, eftersom dessa två hade en annan inställning i frågan än Friedeberg.
Liebknecht och Bernstein ansåg i likhet med partiets vänsterfalang att generalstrejken inte skulle användas för att provocera staten, utan snarare för att politiska rättigheter (som rösträtten) om staten skulle försöka avskaffa dem. Mer konservativa delar av partiet motsatte sig denna syn. År 1904 förde Friedeberg, som förde FVdG:s talan, fram åsikten att generalstrejken måste vara ett vapen i händerna på proletariatet och utgöra det sista steget före den socialistiska revolutionen. År 1905 höll han ett tal i frågan som var än mer radikalt. Han hävdade att den historiska materialismen, en av marxismens grundpelare, var anledningen till att socialdemokratins oförmåga, och introducerade det alternativa begreppet historisk psykism, enligt vilket den mänskliga psykologin var mer avgörande för social utveckling än materiella villkor. Han rekommenderade även andra att läsa anarkistisk litteratur, i synnerhet Kropotkins verk, snarare än den marxistiska litteratur som var inflytelserik inom partiet.

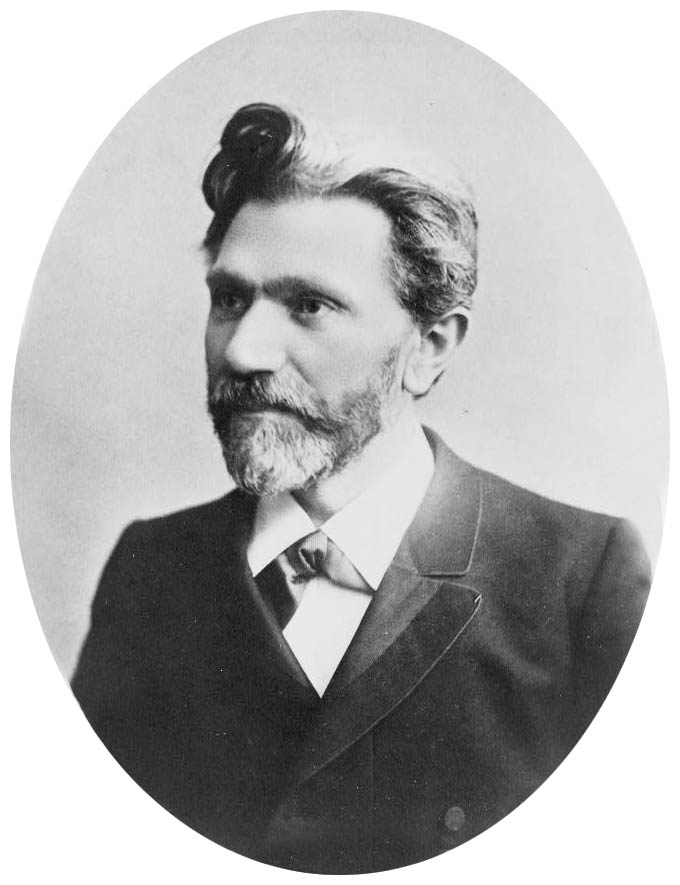
August Bebel, formulerade förslaget om att utesluta FDvG ur partiet.

Ståndpunkten att generalstrejken skulle användas, men endast som sista utväg, kom att dominera partiet under debatten om masstrejker. Detta oroade de konservativa delarna av partiet, särskilt bland de många fackföreningsaktiva. Vid ett möte i februari 1906 försonades fackföreningsaktivisterna med partiledarskapet, som uttalade att man skulle försöka förhindra en generalstrejk till vilket pris som helst. FVdG reagerade genom att publicera hemliga protokoll från mötet i Die Einigkeit, till partiledarskapets stora förargelse.
Vid 1905 års partikonvent föreslog August Bebel, som alltid hade förespråkat en starkare roll för de partianslutna fackföreningarna, att alla medlemmar i partiet skulle vara tvungna att ansluta sig till de centraliserade fackföreningarna efter yrkestillhörighet. Detta innebar i praktiken att alla FVdG-medlemmar stod inför två alternativ: lämna partiet eller fackföreningen. Förslaget antogs och implementerades 1907. FVdG genomförde en enkätundersökning som visade att tjugotvå av åtta motsatte sig en återanslutning till de centraliserade fackföreningarna. Detta ledde till att vissa av murarna, snickarna och byggnadsarbetarna inom organisationen lämnade denna 1907 för att undvika uteslutning ur partiet, med kommentaren att organisationen "hade tagit in på en väg som med säkerhet skulle leda till oenigheter med socialdemokratiska partiet och till syndikalism och anarkism". År 1908 röstade partiets kongress i Nürnberg slutligen för att göra medlemskap i partiet och FVdG inkompatibla.
Förutom att omkring två tredjedelar av medlemmarna lämnade organisationen mellan 1906 och 1910 ledde radikaliseringen av FVdG även till en lätt förändring i miljön, industrigrenarna och regionerna från vilka organisationens medlemmar kom från. Många metall- och byggnadsarbetare från den lokalistiska traditionen lämnade organisationen som ett resultat av de syndikalistiska och anarkistiska tendenserna. Gruvarbetare, som huvudsakligen arbetade i Ruhrområdet, var inte en del av denna tradition men utvecklade en viss skepticism gentemot byråkratiska strukturer. Omkring 450 av dessa anslöt sig till FVdG före första världskriget.

## Förkrigsperioden
Efter brytningen med partiet kom FVdG alltmer att influeras av fransk syndikalism och anarkism. År 1908 kallade Kater Amiensstadgarna, den franska Confédération générale du travails (CGT) plattform, "en ny uppenbarelse". Även om kontakten mellan tyska "intellektuella anarkister" (som Gustav Landauer och Erich Mühsam) och FVdG var obefintlig hade organisationen inflytelserika anarkistiska medlemmar, som Andreas Kleinlein och Fritz Köster. Kleinlein och Kösters influens blev alltmer märkbar inom federationen från 1908 och framåt vilket 1911 ledde till grundandet av Der Pionier. Denna tidning, som redigerades av Köster, hade en långt mer aggressiv ton än Die Einigkeit. Trots dessa tendenser var det anarkistiska inflytandet i FVdG inte stort före kriget, inte minst på grund av att medlemmar som Kater var mycket skeptiska till den anarkistiska ideologin vid denna tid.

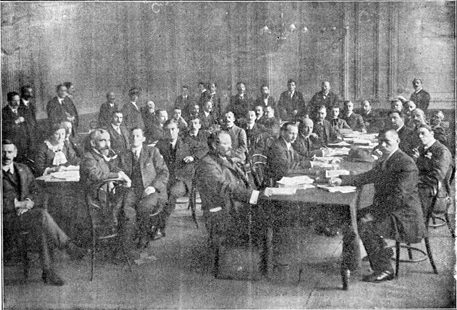
Första internationella syndikalistkongressen

Efter att både den brittiska Industrial Syndicalist Education League (ISEL), en kortlivad syndikalistisk organisation som var djupt involverad i strejkvågen i Storbritannien 1910, och den holländska syndikalistiska fackföreningen Nationaal Arbeids-Secretariaat (NAS), kommit med förslag om en internationell syndikalistisk kongress 1913 var FVdG först med att uttrycka sitt stöd för denna tanke. Ganska snart dök svårigheter upp med organiseringen av kongressen, och den största syndikalistiska fackföreningen i världen, CGT, vägrade att delta eftersom den redan var ansluten till den socialdemokratiska International Federation of Trade Unions. Det fanns även ett stort stöd för att hålla kongressen i Amsterdam. Trots dessa svårigheter kunde den Första internationella syndikalistkongressen hållas i Holborn Town Hall i London från 27 september till 2 oktober. Brittiska, svenska, danska, holländska, belgiska, franska, spanska, italienska, kubanska, brasilianska och argentinska organisationer—både fackföreningar och politiska organisationer—hade delegater i London tillsammans med FVdG, som representerades av Karl Roche, Carl Windhoff och Fritz Kater. Det fanns även länkar till norska, polska och amerikanska grupper. Kater valdes till tillsammans med Jack Wills till kongressens ordförande. Efter att Wills tvingades avgå var Kater ordförande tillsammans med Jack Tanner. Under kongressen dök ett antal oenigheter mellan organisationerna upp till ytan; huvudkonflikten rörde huruvida man var villig att riskera fler schismer inom den europeiska arbetarrörelsen (som de som inträffat i Tyskland och Nederländerna). FVdG höll i allmänhet med sina holländska kamrater om att kräva av andra fackföreningar att välja mellan syndikalism och socialism, medan deras italienska, franska och spanska motsvarigheter, i synnerhet Alceste De Ambris från italienska Unione Sindacale Italiana, var mer benägna att förhindra ytterligare splittringar. Kongressen delades följaktligen i frågan huruvida dess syfte helt enkelt var att bana vägen för djupare relationer mellan syndikalistiska fackföreningar eller om en syndikalistisk international skulle grundas. Motståndarna till en ny organisation vann denna strid men kongressen enades om att etablera en informationsbyrå. Informationsbyrån var baserad i Amsterdam och publicerade Bulletin internationale du mouvement syndicaliste. Kongressen ansågs av de flesta närvarande vara en stor framgång för rörelsen, med De Ambris som undantag. En andra kongress planerades in två år senare i Amsterdam; denna kunde emellertid aldrig äga rum på grund av första världskrigets utbrott. Bulletinen utkom endast i arton nummer innan första världskriget avbröt dess verksamhet.

## Första världskriget
Under förspelet till första världskriget avfärdade FVdG socialdemokratiska partiets antikrigsretorik som "fullständigt humbug". Efter att kriget brutit ut ingick partiet och större delen av fackföreningsrörelsen ett fredskontrakt (Burgfrieden) med den tyska staten. Under denna överenskommelse förblev fackets strukturer intakta och regeringen sänkte inte lönerna under kriget. Fackföreningarna stödde inte några nya strejker, avslutande pågående strejker och mobiliserade stöd för krigsansträngningarna. En lag som tillkom 1916 etablerade ett förnyat samarbete mellan arbetsgivare, fackföreningar och stat genom att skapa arbetarkommittéer i fabrikerna och arbetsdomstolar bestående av representanter från både arbetstagar- och arbetsgivarsidan.

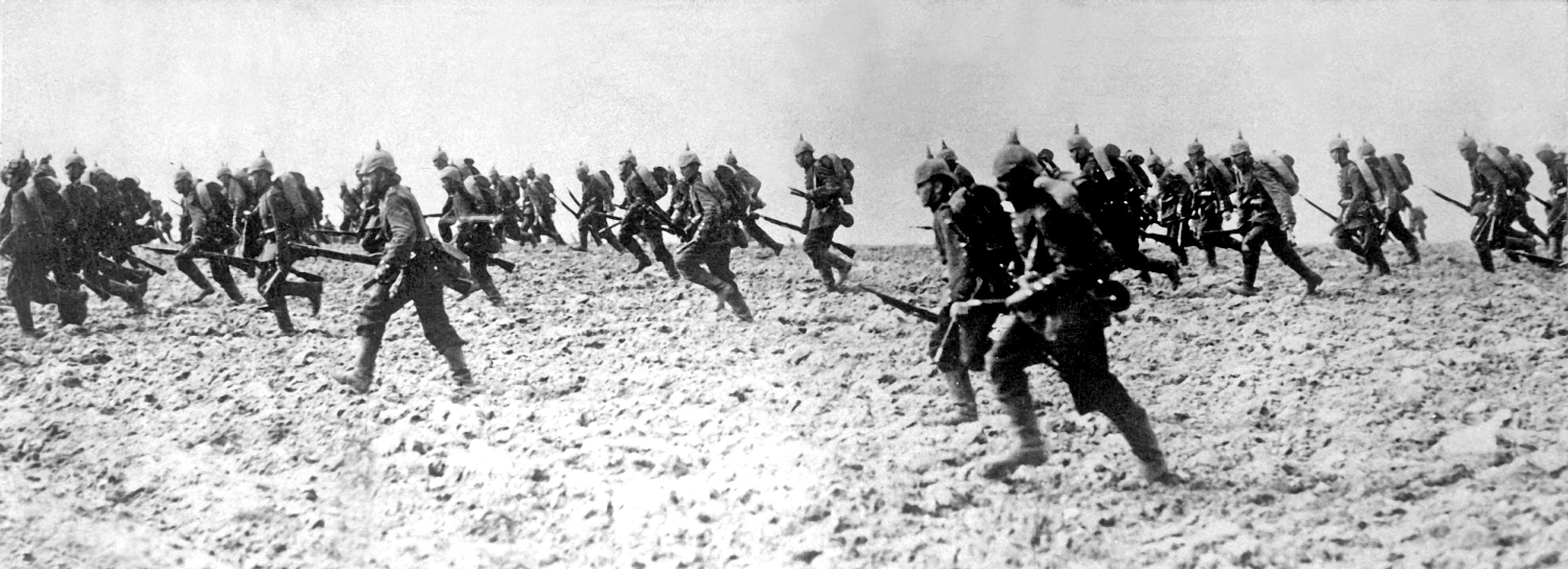
Tyskt infanteri 1914; FVdG var den enda tyska fackföreningen som inte stödde Tysklands deltagande i första världskriget.

FVdG var den enda arbetstagarorganisationen i landet som vägrade att delta i Burgfrieden. Organisationens krigstida patriotism var oförenligt med proletär internationalism, och att kriget bara skulle medföra en större exploatering av arbetarna. Medan den centraliserade fackföreningsrörelsen snabbt instämde i statens inställning att Ryssland och Storbritannien var skyldiga till krigets utbrott, hävdade FVdG att imperialismen låg till grund för det, och att ingen skuld kunde beläggas förrän konflikten kommit till ett slut. Federationen kom med stark kritik mot den utlänningsfientliga inställningen som grodde i Tyskland, särskilt mot polacker och italienare. Man förkastade även begreppen "nation" och nationell identitet som användes flitigt i krigspropagandan; de hävdade att varken ett gemensamt språk, ursprung eller kultur (grundbultarna för en nation) existerade i Tyskland. FVdG:s tidningar hävdade även att kriget motbevisade den historiska materialismen; detta eftersom de stora massorna hade gått ut i krig i strid mot sina materiella intressen.

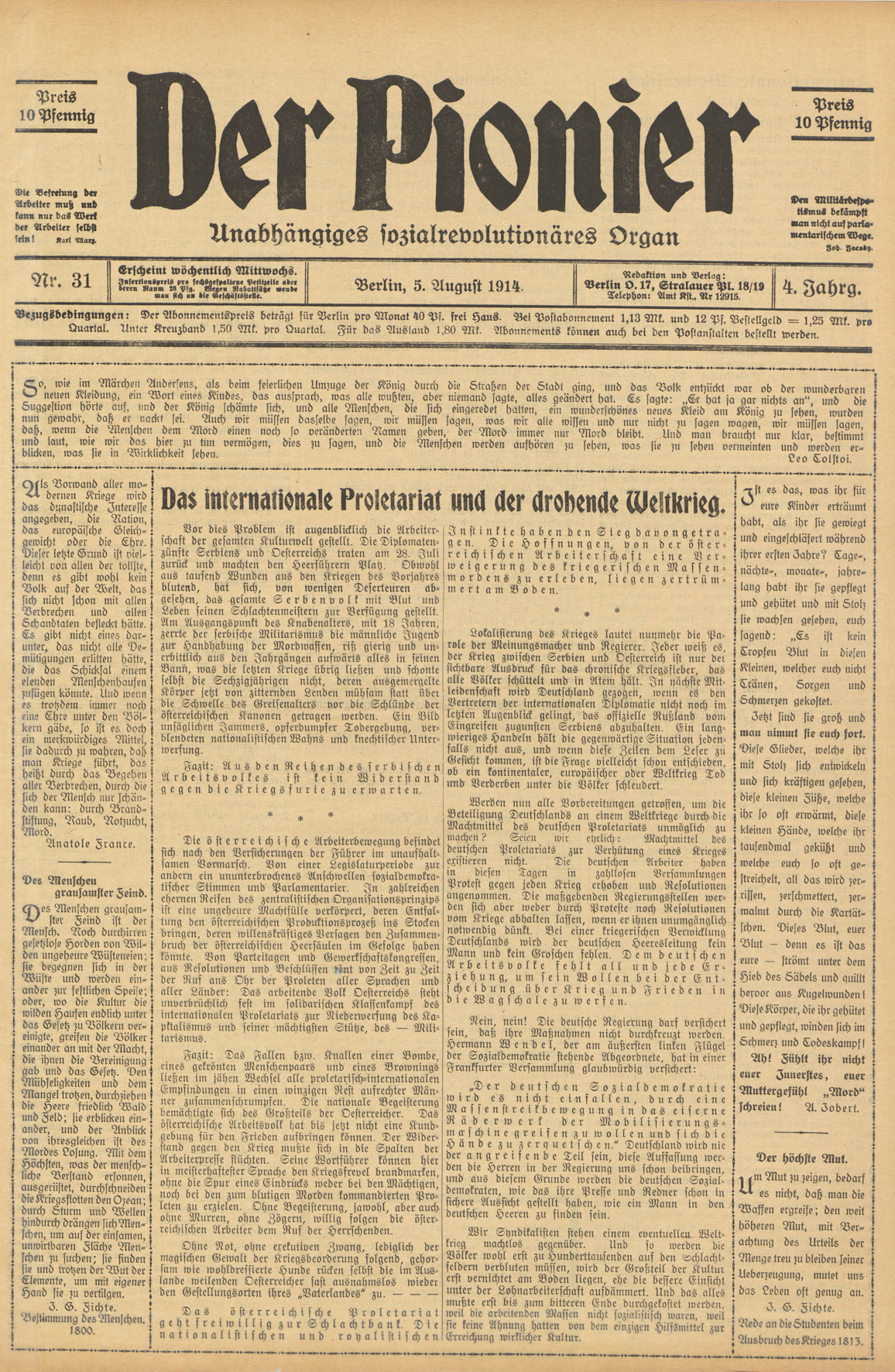
Der Pioniers sista nummer.

Efter att Fritz Kater och Max Winkler bekräftade sin syndikalistiska antimilitarism i Der Pionier från 5 augusti 1914 förbjöds tidningen. Tre dagar senare kritiserade Die Einigkeit partiets hållning i kriget. Denna tidning förbjöds följaktligen även den. FVdG svarade genom att grunda den veckovis utkomna Mitteilungsblatt. Efter att den förbjöds i juni 1915 grundade federationen Rundschreiben som utkom två gånger i veckan och överlevde fram till i maj 1917. Under krigets första dagar arresterades omkring 30 FVdG-aktivister i Köln, Elberfeld, Düsseldorf, Krefeld och andra städer; vissa förvarades i husarrest i två år. Regeringens repression gentemot FVdG var hård. Deras regelbundna möten förbjöds och i Düsseldorf förbjöds till och med den syndikalistiska kören. Ett annat problem för organisationen var att många av dessa medlemmar var värnpliktiga. Hälften av Berlins byggnadsarbetare, federationens största fackförening, tvingades tjänstgöra i armén. På vissa platser kallades samtliga FVdG-medlemmar in.
Även om FVdG insisterade att "målet är allting och [...] måste vara allting" (en omformulering av Bernsteins formulering att "det slutgiltiga målet, vad det än är, betyder ingenting för mig: rörelsen är allting"), så kunde man inte göra mycket mer än att försöka behålla sina egna strukturer under kriget. Precis efter krigsförklaringen försökte FVdG fortsätta sina antikrigsdemonstrationer som vanligt. Även om man ständigt kritiserade Burgfrieden och militarism i allmänhet kunde man inte vidta några fackliga stridsåtgärder (bortsett från smärre åtgärder som snickarföreningens motstånd mot söndagsarbete). FVdG stöttades av organisationer utomlands. Den fraktion i italienska USI som leddes av Armando Borghi, en antimilitaristisk minoritet i franska CGT, holländska NAS, såväl som spanska, svenska och danska syndikalister var alla eniga med FVdG i sitt krigsmotstånd.
Allteftersom kriget fortsatte växte krigströttheten i Tyskland. De första strejkerna i landet sedan krigets utbrott ägde rum 1915 och ökade stadigt i frekvens och storlek. Fackföreningens roll som medlare mellan arbetsgivare och arbetare ledde snart till konflikter mellan medlemsskaran och ledarskapet och de centraliserade fackföreningarna tappade fler och fler medlemmar. Socialdemokraternas representanter i parlamentet var splittrade i frågan om fortsatt stöd för kriget. Februarirevolutionen i Ryssland 1917 sågs av FVdG som ett uttryck för folkets längtan efter fred. Syndikalisterna ägnade särskild uppmärksamhet åt den roll generalstrejken (som de själva förespråkat i åratal) spelade i revolutionen. De kunde inte kommentera oktoberrevolutionen offentligt då Rundschreiben hade förbjudits då den ägde rum.

## Novemberrevolutionen och FAUD
Vissa hävdar att FVdG influerade strejker inom vapenindustrin så tidigt som februari eller mars 1918, men organisationen återskapades inte på nationell nivå förrän i december 1919. Den 14 december började Fritz Kater publicera Der Syndikalist (Syndikalisten) i Berlin som ersättning för Die Einigkeit. Den 26 och 27 december hölls en konferens i Berlin som organiserades av Kater och inkluderade 33 delegater från 43 lokala fackföreningar. Delegaterna diskuterade de svåra förhållandena som rått under kriget och noterade stolt att FVdG var den enda fackliga organisationen som inte anpassade sitt program till de nya politiska villkoren då man hade förblivit lojal till sina antistatliga och internationalistiska principer. Delegaterna bekräftade sitt avvisande av parlamentarismen och vägrade att delta i Nationalförsamlingen (Weimarer Nationalversammlung).
Våren 1919 författade Karl Roche en plattform för FVdG med namnet "Was wollen die Syndikalisten? Programm, Ziele und Wege der 'Freien Vereinigung deutscher Gewerkschaften'" ("Vad vill syndikalisterna? Fria förbundet av tyska fackföreningars program, mål och medel"). Utöver att upprepa förkrigsidéer och slogans gick man längre genom att kritisera allt deltagande i representativ demokrati; man hävdade att detta handikappade och förvirrade den proletära klasskampen. Plattformen förespråkade även ett proletariatets diktatur, vilket var ett försök att etablera samarbete med det nygrundade kommunistpartiet (KPD) och Tysklands internationella kommunister. I slutet av 1918 och början av 1919 blev FVdG en viktig deltagare i Ruhrområdets strejkrörelse (som främst involverade gruvarbetare). Organisatörerna, framför allt Carl Windhoff, deltog regelbundet som talare vid arbetarnas demonstrationer. Den 1 april inleddes en generalstrejk som stöddes av FVdG, KPD och Tysklands oberoende socialdemokratiska parti (USPD). När strejken nådde sin kulmen innefattade den 75 procent av regionens gruvarbetare innan den med våld slogs ned i slutet av april av den socialdemokratiskt ledda regeringen. Efter strejken och den resulterande kollapsen av gruvarbetarnas fackförening växte FVdG:s fackföreningar snabbt och oberoende av de ovannämnda politiska partierna, i synnerhet i Ruhrområdet. Detta ledde till en enorm ökning av FVdG:s medlemsantal. Organisationens kritik av de byråkratiska centraliserade fackföreningarna, dess förespråkande av direkt aktion och dess låga medlemsavgift sågs positivt av arbetarna i Ruhrområdet. I augusti 1919 hade federationen omkring 60 000 medlemmar runtom i Tyskland. Gruvarbetarna i Ruhrområdet föredrog dock att organisera sig enligt industriprincipen (där alla arbetare inom en viss industrigren organiserar sig i samma fack), och förändrade därmed FVdG:s traditionella organisering i enlighet med yrkesprincipen.
Att FVdG:s samarbete med de politiska partierna i Ruhrområdet upphörde var del av en riksomfattande trend sedan antisyndikalisten Paul Levi blev KPD:s ordförande i mars. Dessutom anslöt sig syndikalisten, anarkisten och Kropotkin-anhängaren Rudolf Rocker till FVdG i mars 1919. Han återvände via Nederländerna i november 1918 efter att ha levt i exil i London där han varit aktiv i den judiska anarkistiska miljön. Även Augustin Souchy, som var mer inspirerad av Gustav Landauers anarkism, anslöt sig till federationen 1919. Båda dessa utövade ett betydande inflytande i organisationen och motsatte sig—som anti-marxister—allt nära samarbete med kommunisterna.
Sektioner av FVdG i Rhenlandet och Westfalen gick icke desto mindre tillsammans med vänsterkommunistiska fackföreningar och bildade Freie Arbeiterinnen- und Arbeiter-Union (FAU; Fria arbetares fackförening) i september 1919. Syndikalister från FVdG var den största och mest inflytelserika fraktionen inom FAU. FAU:s stadgar reflekterade de kompromisster som var tvungna att göras inom federationen, men FVdG:s inflytande var klart märkbart.
Det beslutades snart att genomföra den sortens förening som skett i Rhenlandet och Westfalen på nationell nivå. Under FVdG:s tolfte kongress, som hölls mellan 27 och 30 december, bildades Freie Arbeiter Union Deutschlands (FAUD; Tyska fria arbetares fackförening). Vid denna tidpunkt hade de flesta vänsterkommunister (inklusive den inflytelserika veteranen Karl Roche) redan lämnat eller var på väg att lämna FAU. De flesta av dem skulle komma att ansluta sig till Allgemeine Arbeiter-Union Deutschlands (AAUD; Allmänna tyska arbetarfackföreningen) som grundades i februari 1920. Utan någon vänsterkommunistisk opposition kunde Rockers genomgående anarkistiska "Prinzipienerklärung des Syndikalismus" ("Deklarationen av syndikalistiska principer"), som kommittén i Berlin hade gett honom i uppdrag att författa, antas som FAUD:s plattform utan några större kontroverser. FAUD avvisade även tanken om proletariatets diktatur och andra marxistiska termer och idéer. Enligt kommittén i Berlin deltog 109 delegater, representerandes 111 675 arbetare, på kongressen.